# Beau Beech
Lewis Henry Beech III, detto Beau (Ponte Vedra Beach, 1º marzo 1994), è un cestista statunitense.